# مثال الآلوسي
مثال جمال حسين أحمد الآلوسي هو سياسي وبرلماني عراقي ومؤسس حزب الأمة العراقية. يتميز مثال الآلوسي بمعاداته للأحزاب الإسلامية في العراق ويدعو إلى تأسيس دولة علمانية تفصل الدين عن الدولة.

## سيرته

### قبل احتلال العراق
ولد مثال الآلوسي في محافظة الأنبار بتاريخ 23 أيار/مايو 1953 لعائلة عربية مسلمة سنية. وكان والده الأستاذ جمال حسين الآلوسي وينحدر نسبه إلى عالم الدين شهاب الدين أبو الثناء الآلوسي، كما كان والده أستاذاً للتربية وعلم النفس في جامعة بغداد.
حكم على مثال الآلوسي بالإعدام غيابياً أثناء دراسته في القاهرة بتهمة العمل ضد حزب البعث عام 1976 وقد كان حينذاك عضوا في حزب البعث، فانتقل إلى أوروبا حيث استقر في ألمانيا ونال الجنسية هناك.
نشط الآلوسي في المعارضة لنظام حزب البعث وحكم صدام حسين وشارك في بعض مؤتمرات المعارضة وأغلب المظاهرات والأحتجاجات ضد النظام وأشرف واشترك في عملية اقتحام السفارة العراقية في برلين عام 2002 وحكمت عليه محكمة ألمانية بالسجن لثلاث أعوام ثم خفف الحكم الصادر عليه إلى الإقامة الجبرية.

### العودة إلى العراق
عاد إلى العراق بعد سقوط نظام صدام حسين وعين رئيساً لهيئة اجتثاث البعث في عام 2003. وفي عام 2004م قام بزيارة رسمية إلى إسرائيل فتم عزله من منصبه في هيئة اجتثاث البعث والمؤتمر الوطني العراقي إثر هذه الزيارة وطرد من حزب المؤتمر الوطني. فأسس على إثرها حزب الأمة العراقية وشارك في الانتخابات البرلمانية العراقية في كانون الثاني 2005 وفاز بالأنتخابات بمقعد كممثل عن حزب الأمة العراقية.
تعرض الآلوسي لعدة محاولات اغتيال كانت أخطرها في 8 شباط 2005 عندما أطلق مجهولون النار على سيارته فقتل ولداه (أيمن 29 سنة) وجمال (24 سنة) وحارسه الشخصي حيدر. وبعد سنتين من مقتل أبنائه أثيرت مجددا القضية بأتهام وزير الثقافة في حكومة المالكي أسعد الهاشمي عن جبهة التوافق بالتورط في مقتل نجلي الالوسي.
تمكن مثال من الفوز بمقعد برلماني في الانتخابات البرلمانية اللاحقة في كانون الأول 2005. غير أنه عاد وخسره في انتخابات 2010.وساهم في تأسيس التيار المدني ثم عاد وفاز بأنتخابات 2014 وترأس بعدها كتلة التحالف المدني الديمقراطي في البرلمان العراقي.
زار مثال الالوسي مرة أخرى إسرائيل في 2008 للمشاركة في مؤتمر عن الإرهاب، حيث شن هجوماً عنيفاً على إيران والسعودية واتهمهما بإشعال الطائفية في العراق. أدت هذه الزيارة إلى استياء في الأوساط البرلمانية العراقية المقربة من إيران وانتقد نقداً لاذعاً من قبل الإسلاميين الشيعة والسنة. وفي يوم 14 أيلول 2008 صوت مجلس النواب برفع الحصانة البرلمانية عنه، ومنعه من السفر وحضور جلسات مجلس النواب، وطلب من السلطة التنفيذية إقامة دعوى قضائية ضده بسبب زيارته الأخيرة لإسرائيل، حتى أن البعض طالب بتنفيذ حكم الإعدام به بتهمة «الخيانة العظمى». غير أنه قدم اعتراضاً على هذا القرار وصدر قرار من قبل المحكمة الأتحادية العليا لصالحه وببطلان قرار البرلمان بحقه. فعاد وشارك في انتخابات 2014 ضمن التحالف المدني الديمقراطي الذي يتكون من عدة احزاب برئاسة الدكتور علي الرفيعي وحزب الشعب الذي يقودة فائق الشيخ علي .